# Clair Omar Musser
Clair Omar Musser (Pennsilvània, 14 d'octubre del 1901 – Califòrnia, 7 de novembre del 1998) fou un virtuós de la marimba, director i promotor d'orquestres de marimbes, compositor, mestre, dissenyador d'instruments de percussió de làmines, inventor, i enginyer de la companyia Hughes Aircraft.